# Torre civica (Nerviano)
La torre civica è un edificio storico di Nerviano.

## Storia
L'edificio, oltre ad avere la funzione di torre civica, ha collocato nel suo interno il serbatoio dell'acquedotto comunale, e quindi riveste anche il ruolo di torre piezometrica. Lo stile architettonico è razionalista. Pertanto, la torre rispecchia gli elementi stilistici che erano in voga in epoca fascista. Il nome originale dell'edificio era "Torre Littoria". È stata la quinta torre ad essere edificata in Italia dal regime di Benito Mussolini dopo quelle di Latina, Arezzo, Milano (la Torre Branca) e Ostra Vetere.
La torre fu voluta dal primo Podestà di Nerviano ed è stata inaugurata il 12 novembre 1933. Il progetto è stato redatto dall'ingegner Gabrio Prandoni, mentre l'esecuzione dei lavori è stata diretta dall'ingegner Luigi Capuano.

## L'edificio
L'edificio ha pianta rettangolare 7 m x 8 m. La base della torre è ricoperta di travertino. Ai lati dell'ingresso sono presenti alcune colonne e due ali stilizzate in pietra. Di fianco a queste ultime, sono state collocate due fontane decorative. La torre è stata realizzata in mattoni a vista. Nella parte superiore sono stati installati due orologi. Sotto ciascuno di essi sono presenti lo stemma del comune e la dicitura "NERVIANO" in caratteri bronzei. Sulla sommità è installato un pennone. Sopra gli orologi, è situata la campana civica, che è stata realizzata dalla "Fonderia Pontificia Angelo Bianchi e figli" di Varese. Nella cella campanaria era un tempo installata una sirena elettrica. Il serbatoio dell'acqua ha base quadrata 4,5 m x 4,5 m, è alto 8 m ed ha un battente idraulico di 7,6 m.